# Herennia deelemanae
Herennia deelemanae är en spindelart som beskrevs av Kuntner 2005. Herennia deelemanae ingår i släktet Herennia och familjen Nephilidae. Inga underarter finns listade i Catalogue of Life.